# Lương Quang Thông
Lương Quang Thông (tiếng Trung: 梁冠聰, Leung Kwun Chung; sinh ngày 1 tháng 4 năm 1992 ở Hồng Kông) là một cầu thủ bóng đá Hồng Kông thi đấu ở vị trí tiền vệ phòng ngự cho câu lạc bộ tại Giải bóng đá ngoại hạng Hồng Kông Tai Po.
Anh là anh trai của cầu thủ đang thi đấu tại Hong Kong Pegasus Lương Nặc Hằng.

## Sự nghiệp câu lạc bộ
Lương từng thi đấu cho câu lạc bộ tại Hồng Kông Third Division Sham Shui Po khi anh còn trẻ.
Năm 2012, Lương ký hợp đồng với câu lạc bộ tại Giải bóng đá hạng nhất quốc gia Hồng Kông Yokohama FC Hồng Kông.
Ngày 18 tháng 5 năm 2015, Lương giành danh hiệu Hồng Kông Top Footballer Awards 2014/15 Best Youth Player.
Giải bóng đá ngoại hạng Hồng Kông 2015–16, Lương ký hợp đồng với câu lạc bộ tại Giải bóng đá ngoại hạng Hồng Kông Hong Kong Pegasus.
Ngày 3 tháng 2 năm 2016, Lương ghi bàn thắng đầu tiên ở Giải bóng đá ngoại hạng Hồng Kông 2015–16 trước câu lạc bộ tại Giải hạng nhất Hồng Kông Wanchai, which wins the match 6:1.

## Sự nghiệp quốc tế
Ngày 31 tháng 12 năm 2015, Lương ra mắt trận đầu tiên cho Hồng Kông trước Quảng Đông trong một trận giao hữu kết thúc với thất bại 4-5.